# 莎班娜·亞茲米
莎班娜·亞茲米（1950年9月18日—）是印度女演員，主要出現在寶萊塢電影。
亞茲米曾經五度得到印度國家電影獎最佳女演員殊榮，是至今獲奬次數最多的女演員。她亦榮獲多個印度電影觀眾獎。2012年，她獲得印度政府頒發的莲花装勋章（Padma Bhushan），以表揚她在演藝界的成就。

## 外部連結
- 莎班娜·亞茲米在互联网电影资料库（IMDb）上的資料（英文）